# Овощной (Ростовская область)
Овощно́й — посёлок в Азовском районе Ростовской области России. Административный центр Обильненского сельского поселения.

## География
Расположен в 20 км (по дорогам) к востоку от районного центра — города Азова. На северо-востоке граничит с посёлком Койсуг, примыкающим к Батайску.

## История
Неподалёку от посёлка находится древний Скопинский курган.
В 1929 году хозяйство создавалось как овощеводческое. Был заложен посёлок, несколько землянок и 3 барака. В 1936—1937 годах началась закладка сада на территории совхоза. Во время войны сад пострадал. В 1944 году он был восстановлен, посажены молодые саженцы.
С 1934 в посёлке существует школа. В последующем был построен дом культуры, в котором располагаются музыкальная школа, библиотека и концертный зал; и детский сад «Рябинка». В посёлке возведён и благоустраивается Петропавловский храм.
В 1987 г. указом ПВС РСФСР поселку овощного совхоза Батайский присвоено наименование Овощной.
С 2022 Глава посёлка: Тринц Алексей Анатольевич.

## Население
| 1989 | 2002  | 2010  | 2021  |
| ---- | ----- | ----- | ----- |
| 2006 | ↗2210 | ↗2421 | ↗4896 |